# Alcinoe rosea
Alcinoe rosea är en kammanetart som beskrevs av Mertens 1833. Alcinoe rosea ingår i släktet Alcinoe och familjen Ocyropsidae. Inga underarter finns listade i Catalogue of Life.